# Стоян Съргойчев
Стоян Иванов Съргойчев е български физик, професор.

## Биография
Роден е през 1945 г. в Мъглиж. Висше образование получава във Висшия машинно електротехнически институт в София през 1971 г. Дипломира се като електроинженер със специалност „Радиотехника“. През 1984 защитава дисертация по физика към Българска академия на науките.
От 1971 г. до 1975 г. работи в Завод за запаметяващи устройства в Стара Загора като същевременно е извънщатен сътрудник към Лаборатория за Космически Изследвания, с директор акад. Кирил Серафимов към Българската академия на науките. През 1975 г. чрез конкурс става научен сътрудник към тази лаборатория с Базова обсерватория в Стара Загора, ръководител на която е Д-р Митко Гогошев. Взема дейно участие в създаването на научни космически уреди за съветските геофизични ракети „Вертикал“ 6 и 7, спътника Интеркосмос 19, спътника „България-1300“, за орбиталната станция „Салют“ 6, както и за индийски геофизични ракети „Центавър 2“ по двустранен договор за сътрудничество с Индия. В резултат на успешните проекти по програмата Интеркосмос страната ни разширява сътрудничеството и със западноевропейските страни, включително и със САЩ. Участва в международен проект за изследване на Халеевата комета чрез междупланетните станции „Вега“ 1 и 2 (1982 – 1984) изстреляни от Байконур. От 1987 до 1990 работи като старши научен сътрудник в Институт по Приложна Физика, Пловдив, филиал на БАН.
През 1990 г. по покана на Корнелският Унивирситет, САЩ, започва след-дисертационна квалификация в Обсерваторията Аресибо в Пуерто Рико, където работи по проект Lidar на National Science Foundation, САЩ, за изследване на високата атмосфера на земята чрез мощен лазерен лъч. През 1991 г. спечелва конкурс за научен сътрудник към Института за Космически Изследвания в Канада. Отначало работи по Лидарен проект към Университета на Западно Онтарио, а след това в Йоркски университет в гр. Торонто до пенсионирането си през 2012 г. В един от проектите за наземни уреди SATI за изследване на високата атмосфера включва филиал към Института за Космически Изследвания при БАН.
Стоян Съргойчев счита за свое най-голямо постижение теоретичният си труд Basic Structures of Matter – Supergravitation Unified Theory (Всеобща теория за супергравитацията и структурата на материята) (2001 г.). Теорията е базирана на фундаментален супергравитационен закон, който чрез представеният оригинален модел на етерното пространство дава възможност за логическо обяснение на свойствата на физичния вакуум и връзката между известните физически закони и полета. Всички физически закони са в резултат на взаимодействие между елементарните частици имащи точно определена материална структура и структурата на етерното пространство (физичният вакуум). Теорията представя една принципно нова концепция за вечно съществуваща Вселена, подкрепена с множество аргументи. Тя е съставена като конгломерат от галактики, които имат свой цикъл на существуване включващ активна наблюдаема фаза и скрити фази на колапс с пълно рециклиране до ниво елементарни частици. Средната продължителност на този цикъл може да бъде в интервала около 12 – 15 милиарда години. Червеното изместване е космологично в резултат на малки различия в етерните пространства на отделните галактики. В центъра на всяка добре оформена галактика има остатък от първоначалната суперплътна материя, понастоящем идентифицирана като "масивна черна дупка". Между най-важните изводи са: съществуване на разпределена енергия в етерното пространството, която е източник на всички известни енергии; материална структура на елементарните частици и атомните ядра; логическо обяснение на квантовите взаимодействия и релативистичните ефекти.  Предложените атомните модели  дават възможност за моделиране на наноструктури с разрешение под 0.01 нм. Теорията  предсказва създаване на нови технологии, между които усвояване на нов вид енергия и придвижване в пространството чрез антигравитация.
Д-р Съргойчев е автор на 5 научни книги на английски под името Stoyan Sarg и 2 на български език. Той е многократно канен като лектор на международни научни конференции.

## Произведения
- Basic Structures of Matter – Supergravitation Unified Theory, ISBN 9781412083874
- Atlas of Atomic Nuclear Structures. 2001, ISBN 0973051515.
- New vision about a controllable fusion reaction. 2002, ISBN 0973051523.
- Пространство, Материя, Гравитация. Издателство „Марин Дринов“, БАН, 2007.
- Field Propulsion by Control of Gravity – Theory and Experiments, 2009, ISBN 9781448693085.
- Structural Physics of Nuclear Fusion: With BSM-SG atomic models, 2013, ISBN 978-1482620030
- Скрита енергия в пространството. Хетеродинен резонансен механизъм: Теория и експерименти. Изд. „Дайрект Сървисиз“ ООД, 2020, ISBN: 9786197171891.
- Physics of Cold Fusion: According to BSM-SG unified theory, 2021, ISBN 979-8775552930

## За него
- За д-р Стоян Съргойчев заедно с Рашо Тилчев и Тихомир Тилчев, изобретатели от Мъглиж, е писано в книгата на старозагорската журналистка Донка Йотова.[3]